# Didier Nunes
DDY Nunes este unul dintre cele mai exotice personaje din muzica de club românească. Având origini portugheze și un spirit latin, DDY transmite aceste caracteristici și prin muzica sa, astfel el se adresează publicului în nu mai puțin de 5 limbi străine. MC in multe dintre cluburile din București, fiecare noapte de care DDY este responsabil devine o experiență fresh și de neuitat. Experiența în calitate de MC și aerul latin, l-au ajutat pe DDY sa devină  MC-ul resident al unuia dintre cele mai cunoscute cluburi de pe piața românească, Beat Of Angels (BOA) din București.
Anul 2011 a fost cel in care, alături de DJ Mister Z, DDY a pus bazele proiectului Lucky Man Project, debutând cu piesa “Pumpin”, care a strâns peste 57 de milioane de vizualizări pe Youtube. Piesa a trimis Lucky Man Project direct în topuri, ajungând rapid un hit de nivel internațional. Au urmat piesele “Dancefloor” și “Party Starter”, Lucky Man Project urcand cu usurinta treptele succesului.
DDY a conținut să se impună în industria muzicală prin piese precum “Make You Mine”, “Angels” sau “Papi Chulo”. Artistul a colaborat cu multe cântărețe din peisajul muzical românesc, precum Anda Adam sau Raluka, iar featuring-ul cu Akcent și Lidia Buble pe piesa “Kamelia” a fost o adevărată încântare pentru fanii artistului. Piesele lui DDY se bucură de aprecierea unui public larg, astfel toate cele care îi poartă semnătura depășesc granițele țării, făcând cluburile din întreagă Europa să vibreze.
Cel mai recent single al artistului, “I Wanna Be Your Lover”, se bucură de un videoclip care transmite senzualitate, exact asa cum DDY și-a obișnuit fanii, având încă de la inceput potențialul de a urca direct pe primele poziții in topuri. Lansarea piesei și a videoclipului la nivel internațional a avut loc in Belgia, in City Club, iar in România in clubul Beat Of Angels, astfel DDY  a îmbinat trecutul său de MC cu actuala poziție de cântăreț. Videoclipul ii are ca pe regizor pe Bogdan Paun și DOP pe Alex Mureșan. Modelul alaturi de care DDY apare in videoclip a conturat cadrul fantaziei pe care artistul reușește de fiecare data sa-l creeze.